# Alzate Brianza
Alzate Brianza (bis 1864 einfach Alzate, 1864–1919 Alzate Verzago) ist eine italienische Gemeinde der Provinz Como in der Region Lombardei mit 4823 Einwohnern (Stand 31. Dezember 2023).

## Lage und Einwohner
Alzate Brianza liegt in der Brianza, 37 km nördlich von Mailand und etwa 10 km südöstlich von Como. Zur Gemeinde gehören die Ortsteile (Frazioni) Fabbrica Durini, Mirovano und Verzago. Die Nachbargemeinden sind Anzano del Parco, Brenna, Cantù, Inverigo, Lurago d’Erba und Orsenigo.
Nahe dem Ortsteil Verzago befindet sich das Flugfeld Alzate Brianza.

### Bevölkerungsentwicklung
Daten von ISTAT

## Geschichte

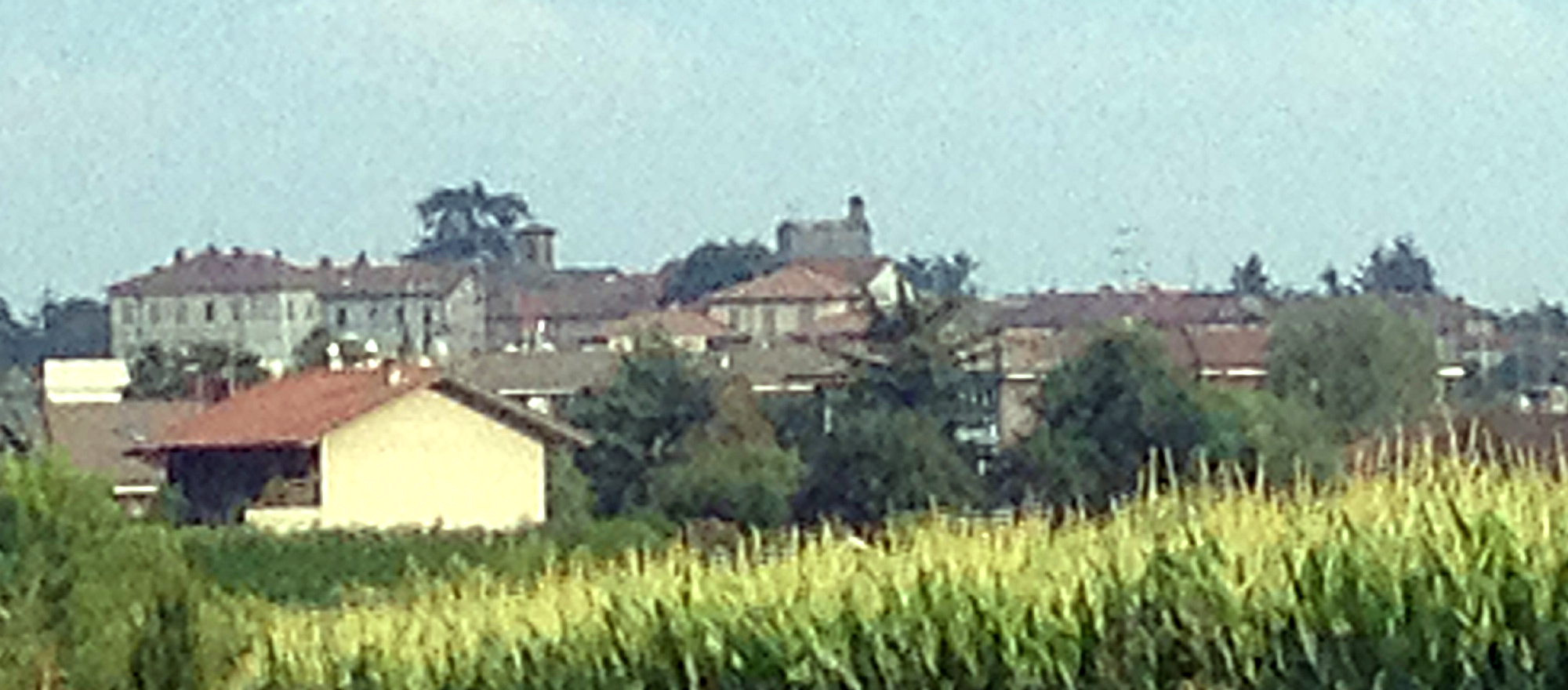
Alzate Brianza

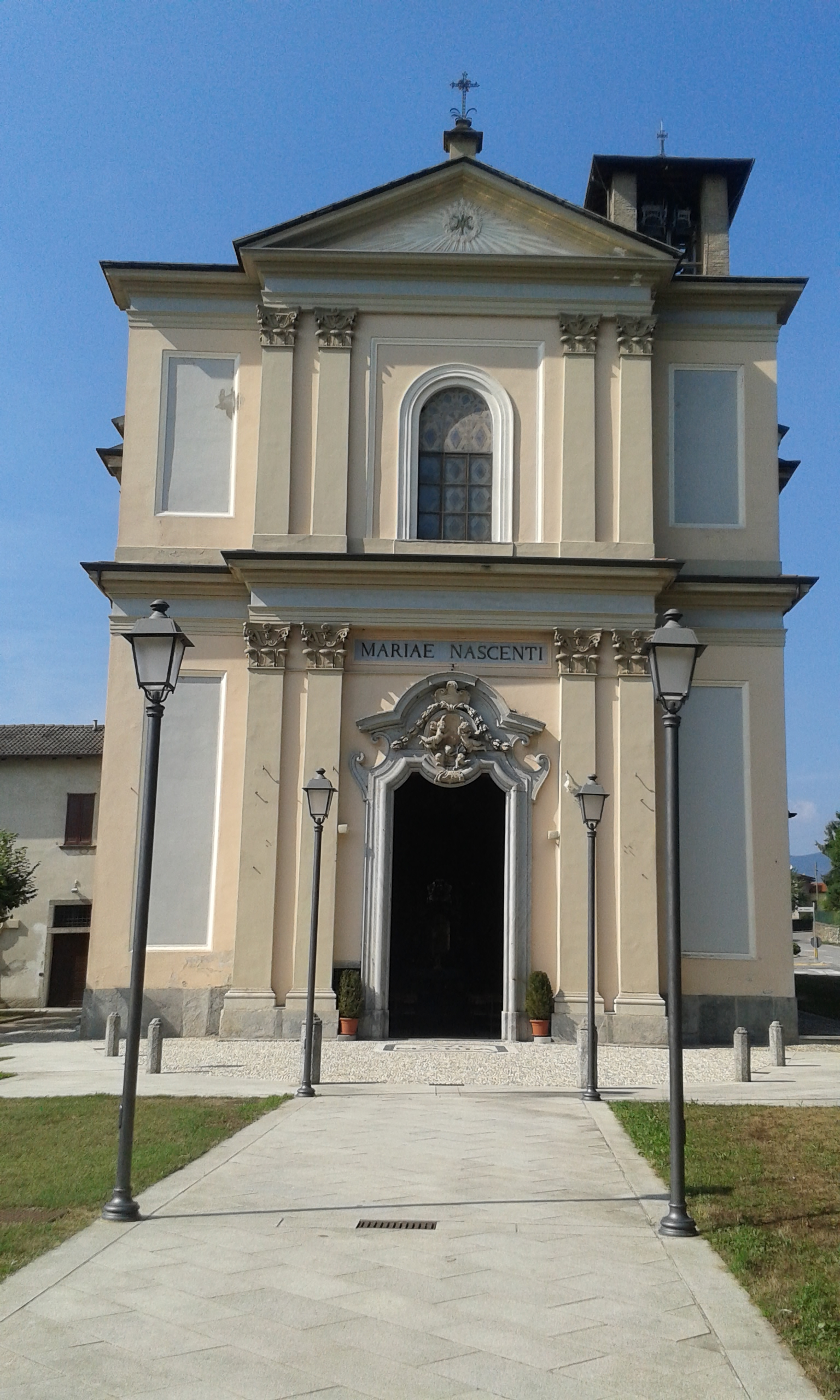
Wallfahrtskirche Beata Vergine in Rogoredo

In den "Statuti delle acque e delle strade del contado di Milano" aus dem Jahr 1346 wird Alzate zur Gemeinde Galliano gezählt und unter den Orten, die für die Instandhaltung der "strata da Niguarda" verantwortlich sind, als "el locho da Alzà" aufgeführt (1346). Bereits von Herzog Galeazzo Maria Sforza an seinen leiblichen Bruder Polidoro Sforza Visconti belehnt, wurde Alzate zusammen mit den anderen Gemeinden der Gemeinde Galliano, in der es sich befand, 1475 an Francesco Pietrasanta als Lehen vergeben. In den Registern des Estimo des Herzogtums Mailand von 1558 und den nachfolgenden Aktualisierungen bis zum 18. Jahrhundert ist Alzate noch in derselben Pieve enthalten. Im "Compartimento territoriale specificante le cassine" von 1751 gehörte Alzate noch zum Herzogtum Mailand, zur Pfarrei Galliano, und zu seinem Gebiet gehörte auch das Cassinaggio von San Pietro (1751). Aus den Antworten auf die 45 Fragen der Volkszählung von 1751 geht hervor, dass die Gemeinde dem Grafen Antonio Pietrasanta als Lehen unterstellt war, dem die Gemeinde keine Abgaben leistete. Die Gemeinde mit insgesamt 520 Einwohnern verfügte über keine Räte, sondern versammelte die Bevölkerung auf dem öffentlichen Platz, um Entscheidungen zu treffen. Für die Verwaltung hatte die Gemeinde einen Konsul und einen Kanzler, der ein Jahresgehalt bezog. Nur ein einziger Steuereinnehmer war für die Erhebung der Steuern und die Bezahlung der Ausgaben zuständig, und er wurde auf der Grundlage des besten Angebots auf dem öffentlichen Platz ernannt. Die Gemeinde unterstand damals einem feudalen Podestà, an den sie ein jährliches Gehalt zahlte, sowie der Mailänder Strafbank. Der Konsul schwor den beiden Jusdicents einen Eid. Alzate, das noch zur Pieve Galliano im Herzogtum Mailand gehörte, erscheint im "Verzeichnis der Pfarreien und Gemeinden des Staates Mailand" von 1753, dessen Grenzen durch die Zusammenlegung des Gebiets der Gemeinden von Verzago erweitert wurden.

## Sehenswürdigkeiten
- Kirche Santi Pietro e Paolo[3]
- Kirche San Giorgio[4]
- Wallfahrtskirche Beata Vergine im Ortsteil Rogoredo
- Villa Durini[5]
- Villa Odescalchi
- Villa Baragiola im barock Styl mit Turm (12. Jahrhundert) und Familienbetkapelle (15. Jahrhundert).